# Petasosella parkeri
Petasosella parkeri är en mossdjursart som beskrevs av Bock och Cook 1998. Petasosella parkeri ingår i släktet Petasosella och familjen Otionellidae. Inga underarter finns listade i Catalogue of Life.